# 利比亚，利比亚，利比亚
《利比亚，利比亚，利比亚》，是利比亚自1951年至1969年利比亞王國时期的国歌，在卡扎菲时期被《真主至大》代替。2011再次成为新的利比亚政府国歌并使用至今。由阿尔·巴斯赤尔·阿尔·阿勒比作词，穆罕默德·阿卜德尔·瓦哈卜作曲。

## 外部連結
- 利比亞，利比亞，利比亞 伴奏版本
- 土豆網 - 利比亞，利比亞，利比亞 演唱版本
- Libya, Libya, Libya - Instrumental（页面存档备份，存于）
- Libya, Libya, Libya - Vocal（页面存档备份，存于）